# SZZSD VL15
A VL15 (ВЛ15) egy  kétszekciós, szovjet tehervonati villamosmozdony-sorozat. 1984–1991 között gyártották. Hajtásrendszere megegyezik a VL11 villamos mozdonyéval, egyéb berendezéseinek többsége azonos a VL85 mozdonyéval. Teljesítménye 8400 kW, össztömege 300  t, megengedett legnagyobb sebessége 100 km/h.
Sorozatgyártása a Tbiliszi Villamosmozdonygyárban folyt, mechanikus erőátviteli berendezéseit azonban a Novocserkasszki Villamosmozdonygyár gyártotta. Összesen 50 db készült belőle.